# Maapauha
Maapauha är en ö i Finland. Den ligger i Bottenviken och i kommunen Brahestad i den ekonomiska regionen  Brahestads ekonomiska region i landskapet Norra Österbotten, i den norra delen av landet. Ön ligger omkring 62 kilometer sydväst om Uleåborg och omkring 500 kilometer norr om Helsingfors.
Öns area är 9,7 hektar och dess största längd är 450 meter i öst-västlig riktning.